# Geely Jinying
La Geely Jinying est une voiture compacte présentée lors du Salon automobile de Pékin en 2008 sous le nom de Geely FRV. Elle est commercialisée en Chine depuis novembre 2008 et est exportée sous le nom de Geely MK.